# Noun (Département)
Noun ist ein Département der Region Ouest in Kamerun. Er ist gleichzeitig das Königreich Bamum.
Auf einer Fläche von 7687 km² leben nach der Volkszählung 2001 434.542 Einwohner. Die Hauptstadt ist Foumban.

## Militär
Das Bataillon des troupes aéroportées der Brigade d’intervention rapide ist in Koutaba stationiert.

## Gemeinden
1. Bangourain
2. Foumban
3. Foumbot
4. Kouoptamo
5. Koutaba
6. Magba
7. Malentouen
8. Massangam
9. Njimom